# 瀧川寿希也
瀧川 寿希也（たきがわ じゅきや、1995年8月2日 - ）は、元川崎競馬・田邊陽一厩舎所属の騎手。神奈川県川崎市川崎区出身。地方競馬教養センター91期。
2013年3月31日付けで地方競馬騎手免許を取得。
2019年3月28日のマルチフレンド特別を最後にレースに騎乗することなく、同年8月16日、騎手免許取消申請が受理され、同8月16日付で引退したことが神奈川県川崎競馬組合から発表された。
騎手引退後は、SNSやYouTubeを拠点に活動している。

## 主な騎乗馬
- ゼッタイリョウイキ 2014年ローレル賞（SIII）2着
- ビービースペース 2017年ひまわり賞1着
- ゴールドパテック 2017年ローレル賞1着[6]
- スタークニナガ 2018年オパールカップ1着
- ヒカリオーソ 2018年平和賞（SIII）、2019年雲取賞1着
- アークヴィグラス 2018年ローレル賞1着、2018年東京2歳優駿牝馬（SI）1着[7]
- フォルツァエフ 2019年マルチフレンド特別1着 ラスト騎乗